# 1988-as Formula–1 német nagydíj
Az 1988-as Formula–1 világbajnokság kilencedik futama a német nagydíj volt.

## Futam
A német nagydíjon, Hockenheimban újra a McLareneké lett az első sor. A verseny előtt esett, de a rajtra már elkezdett száradni a pálya, a sima felületű gumiabroncsot választó Piquet kivételével mindenki esőgumival rajtolt. A rajtnál Senna első helyről indulva a verseny végéig megtartotta azt. Prost nem túl jó rajtja után Nannini és Berger megelőzésével visszatért a második helyre, míg Berger harmadik lett.
| Helyezés | #  | Versenyző          | Csapat/Motor    | Futott körök | Idő/Kiesés oka | Rajthely | Pontszám |
| -------- | -- | ------------------ | --------------- | ------------ | -------------- | -------- | -------- |
| 1        | 12 | Ayrton Senna       | McLaren-Honda   | 44           | 1:32:54,188    | 1        | 9        |
| 2        | 11 | Alain Prost        | McLaren-Honda   | 44           | + 13,609       | 2        | 6        |
| 3        | 28 | Gerhard Berger     | Ferrari         | 44           | + 52,095       | 3        | 4        |
| 4        | 27 | Michele Alboreto   | Ferrari         | 44           | + 1:40,912     | 4        | 3        |
| 5        | 16 | Ivan Capelli       | March-Judd      | 44           | + 1:49,606     | 7        | 2        |
| 6        | 20 | Thierry Boutsen    | Benetton-Ford   | 43           | + 1 kör        | 9        | 1        |
| 7        | 17 | Derek Warwick      | Arrows-Megatron | 43           | + 1 kör        | 12       |          |
| 8        | 15 | Maurício Gugelmin  | March-Judd      | 43           | + 1 kör        | 10       |          |
| 9        | 2  | Nakadzsima Szatoru | Lotus-Honda     | 43           | + 1 kör        | 8        |          |
| 10       | 18 | Eddie Cheever      | Arrows-Megatron | 43           | + 1 kör        | 15       |          |
| 11       | 3  | Jonathan Palmer    | Tyrrell-Ford    | 43           | + 1 kör        | 24       |          |
| 12       | 10 | Bernd Schneider    | Zakspeed        | 43           | + 1 kör        | 22       |          |
| 13       | 22 | Andrea de Cesaris  | Rial-Ford       | 42           | + 2 kör        | 14       |          |
| 14       | 9  | Piercarlo Ghinzani | Zakspeed        | 42           | + 2 kör        | 23       |          |
| 15       | 36 | Alex Caffi         | Dallara-Ford    | 42           | + 2 kör        | 19       |          |
| 16       | 32 | Oscar Larrauri     | Euro Brun-Ford  | 42           | + 2 kör        | 26       |          |
| 17       | 25 | René Arnoux        | Ligier-Judd     | 41           | + 3 kör        | 17       |          |
| 18       | 19 | Alessandro Nannini | Benetton-Ford   | 40           | + 4 kör        | 6        |          |
| 19       | 29 | Yannick Dalmas     | Larrousse-Ford  | 39           | Kuplung        | 21       |          |
| Kiesett  | 14 | Philippe Streiff   | AGS-Ford        | 38           | Kuplung        | 16       |          |
| Kiesett  | 6  | Riccardo Patrese   | Williams-Judd   | 34           | Kicsúszás      | 13       |          |
| Kiesett  | 21 | Nicola Larini      | Osella          | 27           | Motorhiba      | 18       |          |
| Kiesett  | 5  | Nigel Mansell      | Williams-Judd   | 16           | Kicsúszás      | 11       |          |
| Kiesett  | 33 | Stefano Modena     | Euro Brun-Ford  | 15           | Motorhiba      | 25       |          |
| Kiesett  | 30 | Philippe Alliot    | Larrousse-Ford  | 8            | Kicsúszás      | 20       |          |
| Kiesett  | 1  | Nelson Piquet      | Lotus-Honda     | 1            | Kicsúszás      | 5        |          |
| NK       | 24 | Luis Perez-Sala    | Minardi-Ford    |              |                |          |          |
| NK       | 26 | Stefan Johansson   | Ligier-Judd     |              |                |          |          |
| NK       | 4  | Julian Bailey      | Tyrrell-Ford    |              |                |          |          |
| NK       | 23 | Pierluigi Martini  | Minardi-Ford    |              |                |          |          |
| NeK      | 31 | Gabriele Tarquini  | Coloni-Ford     |              |                |          |          |

## Statisztikák
Vezető helyen:
- Ayrton Senna: 44 (1-44)

Ayrton Senna 11. győzelme, 23. pole-pozíciója, Alessandro Nannini 1. leggyorsabb köre.
- McLaren 64. győzelme.